# Figaro (tidning)
Figaro har flera betydelser, se Figaro
Denna artikel handlar om veckotidningen Figaro (1878–1925). För veckotidningen Stockholms Figaro (1845–1847), se Stockholms Figaro.

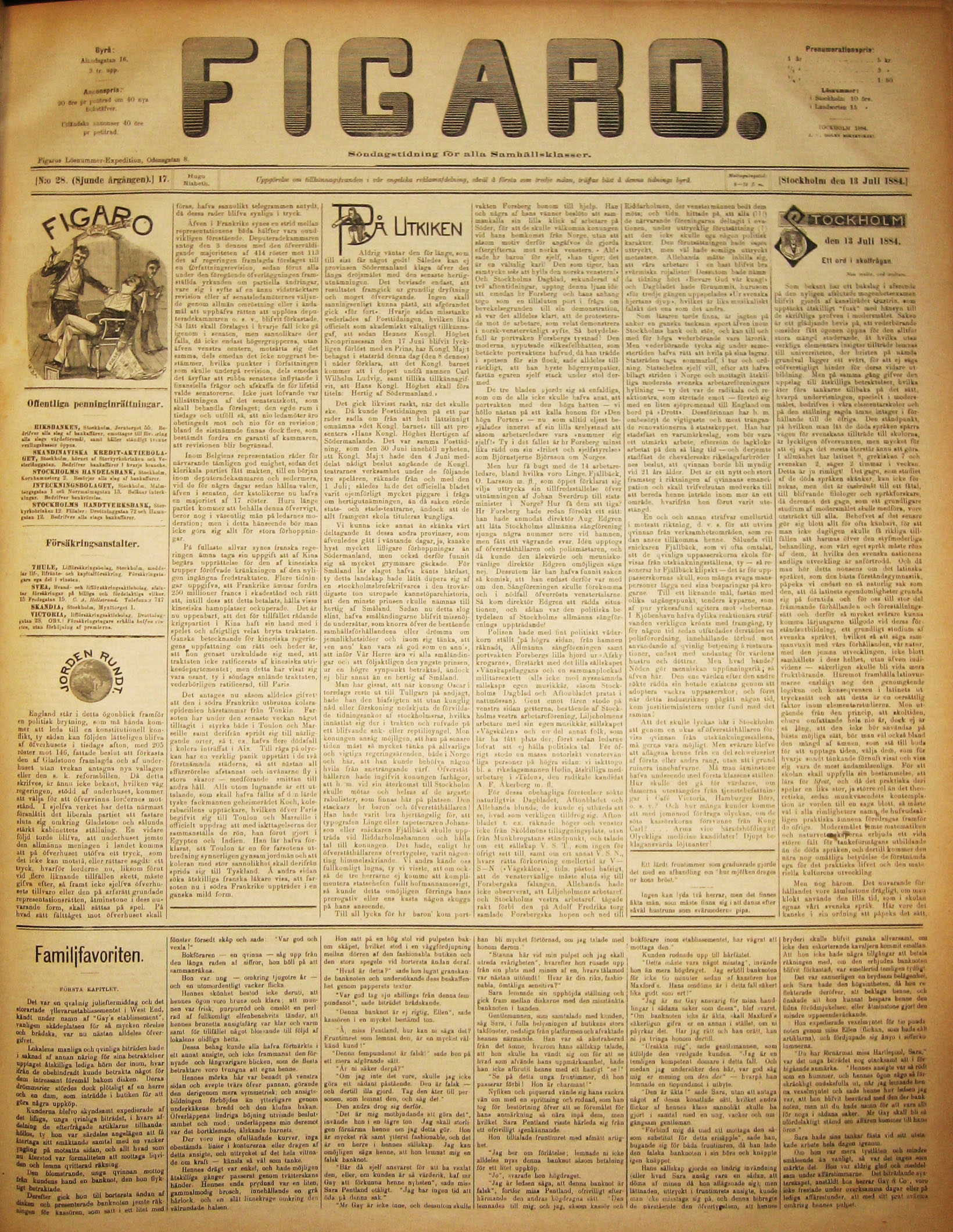
Figaros förstasida från den 13 juli 1884.

Figaro var en svensk veckotidning som gavs ut i Stockholm 1878–1925.

## Historia
Figaro grundades av Hugo Nisbeth (avporträtterad som Agathon Hund af Hutlösa i August Strindbergs satir Det nya riket). Nisbeth ledde Figaro fram till sin död 1887. Efter honom övertogs tidningen av
Oscar Norén. Norén efterträddes av Georg Lundström (signatur Jörgen), som gav ut Figaro 1888–1903. I juli 1903 sålde Lundström Figaro till redaktör T. Nyström. 1904 togs Figaro över av Johan Levart, alltjämt med Lundström som medredaktör fram till dennes död 1910.
Mönstret för tidningen togs av Nisbeth från de amerikanska söndagsbladen. Jämte noveller, skisser, kåserier, utrikesöversikter, notisavdelning och kulturhistoriska uppsatser innehöll tidningen politiska artiklar i liberal anda samt redogörelser för ryktbara brottmål i utlandet. Från december 1884 till januari 1886 var tidningen även daglig, och bland dess medarbetare märktes då André Oscar Wallenberg.
Under Lundströms ledning utvecklades Figaro till en i sitt slag berömd publikation, och blev en av Sveriges främsta skämttidningar. Med en obesvärad frispråkighet och med ett personligt skrivsätt kåserade Lundström om en mängd ämnen. Han gick ofta till hätskt personangrepp, men tillämpade både världserfarenhet och sunt förnuft, vilket gjorde honom till en maktfaktor i pågående debatter. Han angrep ofta det som han uppfattade som pryderi, hyckleri och falsk religiositet.
Upplagan var varierande och kunde till och med uppgå till över 10 000 exemplar. Figaro var även en annonstidning. Prenumerationspriset var runt sekelskiftet 5 kronor, lösnummerpriset i Stockholm 10 öre och i landsorten 15 öre.

## Kuriosa
Det var Jörgen som i Figaro spred uttrycket grilljanne om dåtidens bortskämda klädsnobbar: "Grilljanne är en specefik [sic!] stockholmare: en ung herre som går till Jones på auktoritet, äter och dricker hvad som helst, bär pince-nez och dunderkäpp, grinar illa, gör ingenting (utom skulder), svältföder en tam dogg, lånar pengar av procentare, helst mot falska reverser, låter kappvaktmästare stoppa galoscher i fickorna på sig, skryter af sina 'eröfringar' och krämpor, klär sig gammalmodigt, brokot och kortstubbadt enligt Wienvarieté och som stalldräng, utan att ens ha en häst. Och slutar ofta på Långholmen i god tid. Med få ord: Grilljanne är en omodern, kortstubbad halfherre, som vet intet, tål allt, tror på rang och pengar, börjar hos Jones och slutar på Långholmen. Men en fin och förnäm och smakfull karl är ingen grilljanne."